# فلوروميثولون
فلوروميثولون هو جلوكوكورتيكويد اصطناعي يستخدم في علاج أمراض العين الالتهابية. إستر أسيتات C17α أسيتات فلوروميثولون (الاسم التجاري Flarex) هو أيضًا قشراني جلدي ويستخدم لمؤشرات مماثلة.
أكثر المؤشرات شيوعًا لهذا الدواء هي التهاب الملتحمة التحسسي الموسمي وأنواع الحساسية الأخرى في العين.

## اقرأ أيضًا
- كورتيزول
- ستيرويد

## وصلات خارجية
- Drugs.com
- flarex
- الصفحة الرسمية للكون
- كل ما يجب أن تعرفه هو فلوروميثولون.